# Ørjan Heiberg
Ørjan Heiberg (9 dicembre 1992) è un ex giocatore di calcio a 5, ex calciatore e allenatore di calcio norvegese.

## Carriera

### Calcio a 5
Heiberg gioca con la maglia del Kongsvinger. Dal 2010 al 2015, la squadra ha giocato nella Futsal Eliteserie, retrocedendo al termine di quest'ultimo campionato.

### Calcio

#### Giocatore
Heiberg ha cominciato la carriera nel Fu/Vo. Nel 2011 è passato al Nybergsund, per cui ha esordito in 1. divisjon in data 16 ottobre, sostituendo Erik Næsbak Brenden nella sconfitta interna per 0-5 contro l'Hønefoss. Il Nybergsund è retrocesso in 2. divisjon al termine di quello stesso campionato. Nel 2013, Heiberg è tornato al Fu/Vo.

#### Allenatore
Il 20 novembre 2015 è stato nominato nuovo allenatore-giocatore del Fu/Vo, incarico che sarebbe diventato effettivo dal 1º gennaio successivo.
È stato nominato allenatore dello Strømmen in vista della stagione 2024.

## Statistiche

### Presenze e reti nei club (calcio a 5)
Statistiche aggiornate al 12 maggio 2016.
| Stagione           | Club               | Campionato         | Campionato | Campionato | Coppe nazionali | Coppe nazionali | Coppe nazionali | Coppe continentali | Coppe continentali | Coppe continentali | Supercoppe | Supercoppe | Supercoppe | Totale | Totale |
| Stagione           | Club               | Comp               | Pres       | Reti       | Comp            | Pres            | Reti            | Comp               | Pres               | Reti               | Comp       | Pres       | Reti       | Pres   | Reti   |
| ------------------ | ------------------ | ------------------ | ---------- | ---------- | --------------- | --------------- | --------------- | ------------------ | ------------------ | ------------------ | ---------- | ---------- | ---------- | ------ | ------ |
| 2010-2011          | Kongsvinger        | ES                 | ?          | ?          | -               | -               | -               | -                  | -                  | -                  | -          | -          | -          | ?      | ?      |
| 2011-2012          | Kongsvinger        | ES                 | ?          | ?          | -               | -               | -               | -                  | -                  | -                  | -          | -          | -          | ?      | ?      |
| 2012-2013          | Kongsvinger        | ES                 | ?          | ?          | -               | -               | -               | -                  | -                  | -                  | -          | -          | -          | ?      | ?      |
| 2013-2014          | Kongsvinger        | ES                 | ?          | ?          | -               | -               | -               | -                  | -                  | -                  | -          | -          | -          | ?      | ?      |
| 2014-2015          | Kongsvinger        | ES                 | ?          | ?          | -               | -               | -               | -                  | -                  | -                  | -          | -          | -          | ?      | ?      |
| 2015-2016          | Kongsvinger        | 1D                 | ?          | ?          | -               | -               | -               | -                  | -                  | -                  | -          | -          | -          | ?      | ?      |
| Totale Kongsvinger | Totale Kongsvinger | Totale Kongsvinger | ?          | ?          |                 | -               | -               |                    | -                  | -                  |            | -          | -          | ?      | ?      |
| Totale             | Totale             | Totale             | ?          | ?          |                 | -               | -               |                    | -                  | -                  |            | -          | -          | ?      | ?      |